# کنسولگری افغانستان در زاهدان
کنسولگری افغانستان در زاهدان یک مکان دیپلماتیک و سیاسی در شهر زاهدان است که زیر نظر سفارت افغانستان در تهران به فعالیت می‌پردازد.